# Cobalos franciscana
Cobalos franciscana är en fjärilsart som beskrevs av Smith 1899. Cobalos franciscana ingår i släktet Cobalos och familjen nattflyn. Inga underarter finns listade i Catalogue of Life.